# ماجراجویان (فیلم ۱۹۷۰)
ماجراجویان (انگلیسی: The Adventurers) فیلمی آمریکایی به کارگردانی لوئیس گیلبرت است که در سال ۱۹۷۰ منتشر شد.

## بازیگران
- بکیم فمیو
- کندیس برگن
- شارل آزناوور
- اولیویا دی هاویلند
- فرناندو ری
- ارنست بورگناین
- لی تیلور-یانگ
- دلیا بوکاردو
- روسانو براتسی
- آنا مافو
- جان آیرلند
- یورگو وویجیس
- میلنا ووکوتیک
- جاکلین اسمیت
- لوئیز مکسول
- تومی بریگرین
- مایکل بالفور
- کاتیا کریستین